# Juan Nicolás Álvarez de Toledo y Borja Parada
Juan Nicolás Álvarez de Toledo y Borja Parada fue un noble español, I conde de Cervera.